# Buck Lake
Buck Lake es una aldea en el centro de Alberta, Canadá, dentro del condado de Wetaskiwin No. 10.  Se encuentra sobre la Carretera 13, aproximadamente a 109 kilómetros suroeste de Edmonton. Se encuentra en la orilla del lago Buck.

## Demografía
Como lugar designado en el Censo de Población de 2016 realizado por Statistics Canada, Buck Lake registró una población de 51 viviendo en 23 de sus 57 viviendas privadas totales, un cambio de 32% con respecto a su población de 2011 de 75. Con una superficie de terreno de 1,27 km² (0,5 mi²), tenía una densidad de población de 40,2/km en 2016.
Como lugar designado en el censo de 2011, Buck Lake tenía una población de 75 personas que vivían en 37 de sus 91 viviendas totales, un cambio de 41,9% con respecto a su población de 2006 de 129. Con una superficie de terreno de 1,17 km² (0,5 mi²), tenía una densidad de población de 64,1/km en 2011.